# Giorgos Gounaropoulos
Giorgos Gounaropoulos (griechisch Γιώργος Γουναρόπουλος, * 22. März 1890 in Sosopol; † 17. August 1977 in Athen) war ein bedeutender griechischer Maler. Sein Künstlername war „Gounaro“.

## Biographie und Werke
Gounaropoulos wurde im Jahre 1890 in der damals zum Osmanischen Reich gehörenden, heute in Bulgarien liegende Schwarzmeerstadt Sosopol geboren. 1906 ging er nach Athen, um Dekorateur zu werden. Doch änderte er schnell sein ursprüngliches Ziel, um sich fortan der Malerei zu widmen. Gounaropoulos begann in Athen das Studium der Malerei. Bereits während seiner Studienzeit gewannen seine impressionistischen Werke erste Preise.
1919 ging er mit einem Stipendium nach Frankreich. In Paris nahm er Unterricht an der Académie de la Grande Chaumière. Während dieser Zeit nahm er mit seinen Werken, die sich inzwischen vom Impressionismus distanziert hatten, an jeder offiziellen Ausstellung der Akademie teil. Schnell gewannen seine Bilder und sein unkonventioneller Malstil, der keiner der Stilrichtungen der damaligen Malerei zugeordnet werden kann, die Bewunderung des französischen Publikums. 
1931 kehrte Gounaropoulos nach Griechenland zurück. Seine Bilder waren von da an in zahlreichen Einzelausstellungen sowie in panhellenischen und internationalen Kunstausstellungen zu sehen.
In dieser Zeit wurde er auch in Griechenland bekannt und gewann Anerkennung. Obwohl seine Bilder heute als Meilensteine der griechischen Malerei gelten, wurde Gounaropoulos wegen seiner eigentümlichen künstlerischen Ausdrucksweise anfangs auch vorgeworfen, er ignoriere Grundregeln der Malerei. 
Gounaropoulos malte auch Porträt- und Wandbilder. Eines seiner bedeutendsten Kunstwerke ist ein 1939 entstandenes 113 m² großes Wandbild im Rathaus von Athen, welches Szenen aus der Stadtgeschichte darstellt.
Zwei Jahre vor seinem Tod schenkte er der Nationalgalerie Griechenlands 15 seiner Werke als exemplarische Darstellung seiner sechzigjährigen künstlerischen Tätigkeit. Gounaropoulos starb in Athen im Jahre 1977.
Das Wohnhaus von Gounaropoulos im Athener Stadtteil Zographou ist heute ein Museum mit Bildern und persönlichen Gegenständen des Künstlers. Zu den bedeutendsten Ausstellungsstücken des Museums zählen u. a. ein Selbstbildnis von Gounaropoulos und das Werk „Gestalt auf Felsen“.
Im Museum für moderne griechische Kunst (MGA) in Rhodos sind die Werke „Portrait von Kybele“, „Archaische Figuren“ und „Synthesis“ zu sehen.  Weitere Werke des Künstlers befinden sich in internationalen Museen und in Privatsammlungen.
In Athen existiert ein Kulturverein mit Namen „G. Gounaro“, der Ausstellungen griechischer und internationaler Künstler, sowie Vorlesungen und andere kulturelle Veranstaltungen organisiert.

## Zitat
„Zweck meiner Malerei ist die Befreiung des Menschen durch die Malerei selbst, und nicht durch die Themen.“ Giorgos Gounaropoulos.